# Agnosine
Agnosine is een gemeente in de Italiaanse provincie Brescia (regio Lombardije) en telt 1897 inwoners (31-12-2004). De oppervlakte bedraagt 13,6 km², de bevolkingsdichtheid is 144 inwoners per km².

## Demografie
Agnosine telt ongeveer 742 huishoudens. Het aantal inwoners steeg in de periode 1991-2001 met 9,2% volgens cijfers uit de tienjaarlijkse volkstellingen van ISTAT.
| Jaar | Inwoneraantal |
| ---- | ------------- |
| 1991 | 1717          |
| 2001 | 1875          |

## Geografie
De gemeente ligt op ongeveer 465 m boven zeeniveau.
Agnosine grenst aan de volgende gemeenten: Bione, Caino, Lumezzane, Odolo, Preseglie, Vallio Terme.